# Фролов, Александр Григорьевич
Александр Григорьевич Фролов (20 января [1 февраля] 1886, Псковская губерния — 29 мая 1924) — русский офицер, полковник Генерального штаба, участник Белого движения на Юге России.

## Биография
Из мещан. Среднее образование получил в Санкт-Петербургском 3-м реальном училище, где окончил полный курс.
В 1908 году окончил Санкт-Петербургское пехотное юнкерское училище, откуда выпущен был подпоручиком во 2-й пехотный Софийский полк. Произведен в поручики 15 декабря 1911 года. В 1914 году окончил Николаевскую военную академию по 1-му разряду.
С началом Первой мировой войны, 22 марта 1915 года переведен в Генеральный штаб с назначением обер-офицером для поручений при штабе 3-го армейского корпуса. 10 сентября 1915 года произведен в штабс-капитаны «за выслугу лет», а 25 декабря того же года назначен старшим адъютантом штаба 3-го армейского корпуса. 15 августа 1916 года произведен в капитаны. 2 декабря 1916 года назначен старшим адъютантом штаба 131-й пехотной дивизии, а 5 января 1917 года — исправляющим должность штаб-офицера для поручений при штабе 3-го армейского корпуса. 4 октября 1917 года отчислен от должности с назначением в Виленское военное училище, эвакуированное в Нежин, для преподавания военных наук.
В 1918 году был начальником Полтавского центра Добровольческой армии, в конце года прибыл в Крым и вскоре был назначен и. д. начальника военных сообщений в штабе Крымско-Азовской армии. В 1919 году — начальник штаба 34-й дивизии. После отступления 3-го армейского корпуса в Крым был прикомандирован к Константиновскому военному училищу для преподавания военных наук. Когда зимой 1920 года училище было отправлено на фронт, полковник Фролов занял должность начальника оперативного отдела в штабе 3-го армейского корпуса. В марте 1920 года был назначен начальником штаба 2-го армейского корпуса, в каковой должности оставался до эвакуации Крыма.
В эмиграции в Югославии. Умер в 1924 году. Похоронен в Герцег-Нови. Был женат.

## Награды
- Орден Святого Станислава 3-й ст. (ВП 8.05.1914)
- Орден Святого Станислава 2-й ст. с мечами (ВП 27.04.1915)
- Орден Святой Анны 2-й ст. (ВП 7.06.1916)
- Орден Святой Анны 4-й ст. с надписью «за храбрость» (ВП 9.06.1916)
- мечи и бант к ордену Св. Станислава 3-й ст. (ВП 10.02.1917)
- мечи к ордену Св. Анны 2-й ст. (ПАФ 25.03.1917)
- старшинство в чине капитана с 14 июня 1914 года (ПАФ 30.09.1917)